# Fritz Alberti
Fritz Alberti (Hanau, 22 ottobre 1877 – Berlino Ovest, 15 settembre 1954) è stato un attore e doppiatore tedesco.

## Biografia
Nato a Hanau, Alberti studiò ingegneria edile presso la Technische Hochschule di Berlino. Dopo aver lavorato come ingegnere e funzionario edile dal 1904 al 1907, decise nel 1906 di intraprendere la carriera teatrale, esibendosi a Kassel e al Nationaltheater di Mannheim. Nel 1922 si trasferì a Berlino, dove iniziò a recitare anche in film, diventando un attore caratterista molto richiesto. Nel solo 1928 partecipò a dieci film diversi. Continuò a esibirsi anche a teatro, ad esempio al Theater am Kurfürstendamm.
Il 1º aprile 1933 aderì al Partito Nazionalsocialista Tedesco dei Lavoratori (NSDAP), diventando tesoriere principale del gruppo cinematografico della NSBO e responsabile dell'archivio cinematografico. In questo ruolo, assegnava piccoli ruoli, rimproverava artisti non conformi e gestiva le richieste di supporto finanziario alla fondazione "Künstlerdank" di Goebbels.
Dopo la Seconda Guerra Mondiale, Alberti non tornò più sul palcoscenico, ma lavorò come doppiatore e insegnante di recitazione. Morì a Berlino Ovest il 15 settembre 1954.

## Filmografia parziale
- Menschen im Rausch (1921)
- Die Nibelungen: Siegfried (1924)
- Die Nibelungen: Kriemhilds Rache (1924)
- The Blackguard (1925)
- Frisian Blood (1925)
- Vienna – Berlin (1926)
- The Student of Prague (1926)
- Café Elektric (1927)
- Metropolis (1927) – ruolo non accreditato
- Rasputin (1928)
- The Ship of Lost Souls (1929)
- The Adjutant of the Czar (1929)
- The Dreyfus Case (1930)
- Love's Carnival (1930)
- Mary (1931)
- The Murderer Dimitri Karamazov (1931)
- The Theft of the Mona Lisa (1931)
- Tannenberg (1932)
- The Voice of Love (1934)
- The Grand Duke's Finances (1934)